# 코호스

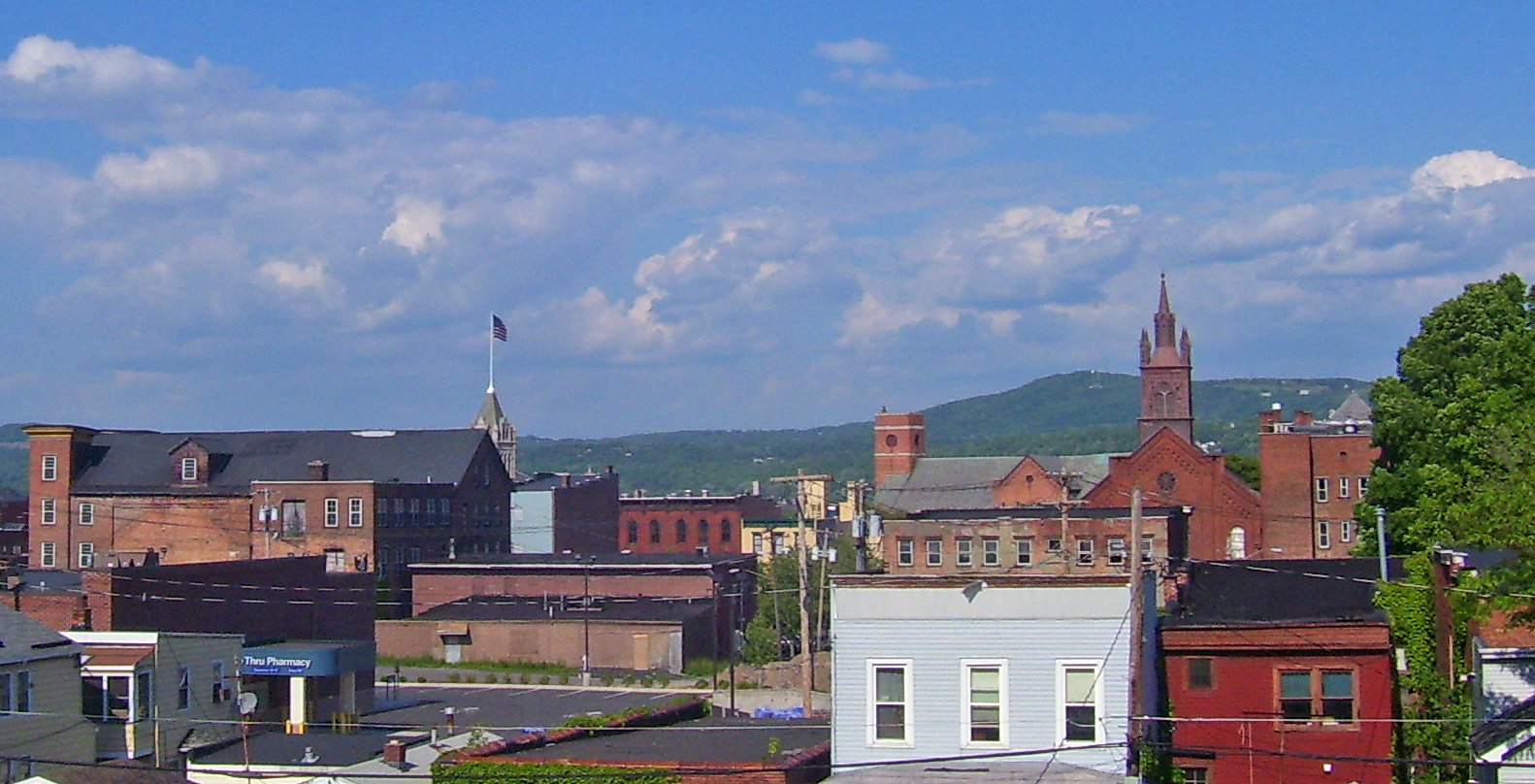

코호스(Cohoes)는 미국 뉴욕주 올버니군의 북동쪽 끝자락에 위치한 도시이다. 스핀들 시티(Spindle City)로도 불리는데, 그 이유는 19세기 면직물 제조의 중요성 때문이다. 이 도시의 공장들은 디프사우스로부터 온 목화를 가공하였다.
2010년 인구조사에 따르면 이 도시의 인구 수는 16,168명이다. 코호스라는 이름은 "추락하는 카누의 장소"를 뜻하는 코호스폭포를 가리키는 모호크어 낱말 가하우스(Ga-ha-oose)에서 비롯된 것으로 짐작된다.

## 인구
| 인구조사              | 인구   | Note | %±     |
| --------------------- | ------ | ---- | ------ |
| 1850년                | 4,229  |      | —      |
| 1860년                | 8,800  |      | 108.1% |
| 1870년                | 15,357 |      | 74.5%  |
| 1880년                | 19,416 |      | 26.4%  |
| 1890년                | 22,509 |      | 15.9%  |
| 1900년                | 23,910 |      | 6.2%   |
| 1910년                | 24,709 |      | 3.3%   |
| 1920년                | 22,987 |      | −7.0%  |
| 1930년                | 23,226 |      | 1.0%   |
| 1940년                | 21,955 |      | −5.5%  |
| 1950년                | 21,272 |      | −3.1%  |
| 1960년                | 20,129 |      | −5.4%  |
| 1970년                | 18,653 |      | −7.3%  |
| 1980년                | 18,144 |      | −2.7%  |
| 1990년                | 16,825 |      | −7.3%  |
| 2000년                | 15,521 |      | −7.8%  |
| 2010년                | 16,168 |      | 4.2%   |
| 2020년                | 18,147 |      | 12.2%  |
| U.S. Decennial Census |        |      |        |